# ماكس ينسن
ماكس جنسن (بالألمانية: Max Jensen)‏ هو رسام ألماني، ولد في 1860 في برلين في ألمانيا، وتوفي في القرن العشرين.